# Стренуя
Стренуя (лат. Strenua) или Стрения (лат. Strenia) — богиня Нового года, очищения и благополучия в древнеримской мифологии. У неё было святилище (sacellum) и роща (lucus) на вершине Священной дороги. Марк Теренций Варрон утверждал, что она была сабинянской богиней. Вильгельм Генрих Рошер включил её в Индигитамента, списки римских божеств, которые вели священники для гарантии того, что правильное божество будет вызвано в публичных ритуалах. Процессия Аргеев начиналась у её святилища.
1 января ветви из рощи Стренуи приносили в ходе процессии к цитадели (arx). Этот обряд впервые отмечался в день нового года в 153 году до н. э., когда консулы впервые начали вступать в должность в начале года. Неясно, всегда ли он проводился в эту дату или был перенесён в том году из другой даты календаря, возможно, с 1 марта, ранее служившего первым днём Нового года.
Имя богини, вероятно, происходит от слова strenae (сохранившегося во французском языке как étrennes и в итальянском как strenne), обозначающим новогодние подарки, которыми римляне обменивались в качестве добрых предзнаменований в ходе общественного обряда:
Почти с самого основания города Марса обычай новогодних подарков (strenae) устоялся благодаря царю Титу Татию, который первым счёл священные ветви (verbenae) плодородного дерева (arbor felix) в роще Стрении благоприятными знаками Нового года".
Во времена Принципата эти strenae зачастую принимали форму денег.
Иоанн Лид утверждал, что strenae — это сабинское слово, обозначающее благополучие или благоденствие (hygieia, латинское salus). Предполагаемая этимология сабинян может быть или не быть фактической, но выражает сабинскую этническую принадлежность Тита Татия. По мнению Аврелия Августина Стренуя была богиней, которая делала человека strenuus («энергичным, сильным»).